# Ilja Repin
Ilja Jefimovitj Repin (russisk: Илья́ Ефи́мович Ре́пин, tr. Ilja Jefimovitj Repin) (født 5. august 1844 i Tjuguiv i Det Russiske Kejserrige, død 29. september 1930 i Kuokkala, Finland (nu Repino opkaldt efter Repin, Sankt Petersborg)) var en russisk/sovjetisk maler.

## Biografi
Repin var kosakbarn og kom på Sankt Petersborg-Akademiet, som han gennemgik (1865—71) med glans, store medalje og rejsestipendium for Jairi Datter 1871. Studierne i udlandet, blandt andet i Rom og Paris, udviskede ikke de stærkt nationale træk i hans kunstnerpersonlighed. Burlaki (1873), med bådtrækkerne i melankolsk syngende optakt, vakte megen opmærksomhed; her træder allerede hans evne for karakteristik og sjæleskildring stærkt frem; efter den livfulde Kaféscene (1875) kom Ssadko i Havets Vidunderrige (1876), og i den følgende tid bryder det nationale element og forkærligheden for russiske emner helt igennem. Hjemme i Rusland sluttede Repin sig til den socialt oppositionelle "Vandreudstillingernes i Forening". Han fremdrager gerne gribende scener, ofte fra menneskenaturens natside. Emnets propagandamæssige virkekraft betyder ofte mere end den maleriske gennemførelse; hans teknik kan være glimrende, yderst omhyggelig i enkeltheder, fremstillingen kras realistisk; skarp og levende robust i karaktergivning, lidt anekdotemæssig melodramatisk i anslaget; ikke mindst i de senere år skæmmedes hans kunst til tider af en tung og ufin kolorit. Malerisk allerede betegnende et "forældet" stade, lever Repins kunst videre som en af Ruslands ejendommeligste.
Hjemkommen fra sin udenlandsrejse 1873 malede han Pramdragerne på Volga, en flok i laser klædte mænd, gamle og unge, nedslidte, som en hed sommerdag drager en båd op mod strømmen. Der efter fulgte andre samtidsskildringer som Rekruttens afsked (1880), Den døende soldats hjemkomst (1883), Kirkelig procession (med en gendarm til hest, som baner vej for præsterne ved at slå omkring sig i folkemassen med en knut, samme år) og Hjemkomst fra Sibirien (1884).
Stor opmærksomhed vakte den rædselsfulde skildring af Ivan den Grusomme myrder sin søn (1885). Den hellige Nikolaus forhindrer en henrettelse fulgte 1888. Med bred og robust humor skildrede Repin, hvorledes Zaporogkosakker forfatter et groft svar på en skrivelse fra sultanen Mehmed 4.. Repin havde med disse og andre værker stillet sig i spidsen for den unge afstandstagende kunstretning, Peredvisjniki, som stræbte mod en realistisk skildring og nationalt sindelag. Til trods for, at han var professor ved akademiet, repræsenterede han oppositionen mod skønmaleri og formalisme. Han blev ungdommens leder og kunstnerlivets centrum. Han malede fortsat friske folkelivsbilleder, blandt andre: Aften i Ukraine (en kvinde danser i en stue fuld af bønder og musikanter), illustrerede arbejder af Gogol, Tolstoj med flere og mange karakterfulde og levende portrætter: Pisemskij, Garsjin, Stasov, Liszt, Rubinstein, Tolstoj (flere motiver, blandt dem Tolstoj ved ploven).

### Senere liv
Repin blev 1892 professor ved Akademiet i Sankt Petersborg, men i løbet af 1890'erne frembrød nye retninger og nye kræfter i den russiske malerkunst, i begyndelsen af det nye århundrede fulgte af andre nye. Over for den kamplystne og radikale modernisme, som nu indtog højsædet, blegnede Repins realisme, og han trådte pludselig tilbage 1907. Repin udgav sine erindringer i 1901. De sidste leveår boede han under ulykkelige økonomiske kår i en villa ved Kuokkola (nu Repino) ved Den Finske Bugt. Blandt hans arbejder fra de sidste år bemærkes Den store høvding (Peter I til hest med tropperne som baggrund, udstillet 1910), Et møde i rigsrådet (stort repræsentationsmaleri) med flere.
Da Finland blev selvstændigt efter den russiske revolution, valgte Repin at forblive i Kuokkala, som blev en del af den nye finske republik, og han afslog flere tilbud om at vende tilbage til Rusland med henvisning til sin høje alder. Efter sin død fik Repin kultstatus i Sovjetunionen og betragtedes som en foregangsmand for den officielt påbudte socialistiske realisme.

## Udstillinger
Ilja Repin blev repræsenteret i den Russiske stats museum i Sankt Petersborg (kosakmaleriet, Tolstoj med flere) og især i Tretjakovgalleriet i Moskva. På Stockholmsudstillningen i 1897 (Allmänna konst- och industriutställningen på Lejonslätten på Djurgården) udstilledes Pramdragerne, Rekruttens afsked og en replik af kosakmaleriet. Han blev samme år medlem af Akademiet for de frie kunster.

## Hædersbevisninger
Efter vinterkrigen og fortsættelseskrigen tilfaldt Kuokkala Sovjetunionen, og i 1948 fik byen navnet Repino til minde om Repin.

## Galleri
- Ivan den Grusomme og hans søn Ivan på fredagen 16. november, 1581, 1870–1873
- Ssadko i Havets Vidunderrige, 1876
- "Musjik med onde øjne", 1877, portræt af I.F. Radov, malerens gudfar.
- Protodiakon, 1877
- Æbler og blade, 1879
- Portræt af prinsesse Sofja Aleksejevna af Rusland, 1879
- Aleksej Pisemskij, 1880
- Zaporozje-kosakkernes brev til den tyrkiske sultan, 1880 — 1891
- Portræt af Modest Musorgskij, 1881
- Portræt af Nikolaja Murasjko
- portræt af Afanasij Fet, 1882
- Party, 1883
- Vladimir Stasov, 1883
- Pavel Tretjakov, 1883
- Malerens datter, 1884
- Portræt af Dmitrij Mendelejev, 1885
- Storfyrsten vælger sin brud, 1885
- Portræt af Lev Tolstoj, 1887
- Portræt af Anton Rubinstein, 1887
- Saint Nicholas af Myra i Lycia, 1889
- Portræt af Baronesse Varvara Ivanovna Ikskul von Hildenbandt, 1889
- Portræt af Lev Tolstoj, 1893
- Portræt af forfatter Aleksandr Sjirkevitj, 1894
- Brylluppet mellem Nikolaj 2. og Aleksandra Fjodorovna, 1894
- Nikolaj 2. af Rusland (skitse), 1896
- Portræt af Tolstoj i behageligt tøj, 1901
- Det russiske Rigsraads Møde malet med Boris Kustodijev som assistent, 190
- Konstantin Pobedonostsev (skitse), 1903
- Aleksandr Sergejevitj Pusjkin Reciterer sit digt for Dersjavin, 1911
- 17 oktober 1905, 1906–1911
- Portræt af Isaak Brodskij, 1913